# Den hemlighetsfulla trädgården
Den hemlighetsfulla trädgården (engelska: The Secret Garden) är en brittisk dramafilm från 1993, i regi av Agnieszka Holland. Filmen är baserad på romanen Den hemliga trädgården (1911) av Frances Hodgson Burnett. Berättelsen hade tidigare filmats 1949 som Den stängda trädgården och 1987 som Den hemliga trädgården.

## Handling
Den föräldralösa flickan Mary tvingas bo med sin mystiske farbror på hans engelska slott, sedan hennes föräldrar omkommit i samband med en jordbävning i Indien. Snart upptäcker hon en övergiven trädgård bakom slottet, men det är bara en av många hemligheter som slottet lurar på. I ett gömt rum ligger den 10-årige Colin som aldrig har lämnat sin säng och lurats av slottets föreståndarinna att han är dödligt sjuk. Trädgården blir deras tillflyktsort från den dystra tillvaron på slottet men det uppskattas inte av alla som bor där.

## Rollista
- Kate Maberly – Mary Lennox
- Heydon Prowse – Colin Craven
- Andrew Knott – Dickon Sowerby
- Maggie Smith – Mrs. Medlock
- John Lynch – Lord Archibald Craven
- Irène Jacob – Mrs. Lennox / Lilias Craven
- Colin Bruce – Major Lennox
- Laura Crossley – Martha Sowerby
- Walter Sparrow – Ben Weatherstaff

## Om filmen
Filmens musiktema "Winter Light" (sjungen av Linda Ronstadt) blev mycket populär.